# Xã Patton, Quận Centre, Pennsylvania
Xã Patton (tiếng Anh: Patton Township) là một xã thuộc quận Centre, tiểu bang Pennsylvania, Hoa Kỳ. Năm 2010, dân số của xã này là 15.311 người.